# Чугузел (Алба)
Чугузел (рум. Ciuguzel) насеље је у Румунији у округу Алба у општини Лопадеа Ноуа. Општина се налази на надморској висини од 313 m.

## Становништво
Према подацима из 2002. године у насељу је живело 655 становника, од којих су сви румунске националности.